# Anto Drobnjak
Anto Drobnjak (czarn. Анто Дробњак, ur. 21 września 1968 w Titogradzie) – piłkarz czarnogórski grający na pozycji napastnika. W swojej karierze 6 razy wystąpił w reprezentacji Jugosławii i strzelił w niej 2 gole.

## Kariera klubowa
Karierę piłkarską Drobnjak rozpoczął w klubie Jedinstvo Bijelo Polje. W 1986 roku zadebiutował w jego barwach w trzeciej lidze jugosłowiańskiej i w klubie tym grał do lata 1990. Następnie odszedł do pierwszoligowego klubu Budućnost Titograd. Występował w nim przez dwa sezony i w 1992 roku odszedł do Crvenej zvezdy Belgrad. W sezonie 1992/1993 z 22 golami został królem strzelców ligi, a także zdobył Puchar Jugosławii.
W 1994 roku Drobnjak został zawodnikiem francuskiej Bastii. W Ligue 1 zadebiutował 27 sierpnia 1994 w przegranym 0:3 wyjazdowym meczu z Lille OSC. W sezonie 1995/1996 z 20 golami był drugim najlepszym strzelcem francuskiej ligi po Sonnym Andersonie. W Bastii grał do 1997 roku.
Latem 1997 Drobnjak przeszedł z Bastii do RC Lens. W sezonie 1997/1998 był najlepszym strzelcem Lens w lidze, a klub ten wywalczył mistrzostwo Francji. Drobnjak wystąpił też w przegranym finale Pucharu Francji.
W 1998 roku Drobnjak wyjechał do Japonii i do 1999 roku grał w klubie tamtejszej J-League, Gamba Osaka. Następnie wrócił do Francji i został piłkarzem FC Sochaux-Montbéliard. W 2001 roku wywalczył z nim awans z Ligue 2 do Ligue 1, a potem trafił do drugoligowego FC Martigues. W 2002 roku jako piłkarz tego klubu zakończył karierę piłkarską.
| Sezon   | Klub                   | Kraj       | Rozgrywki  | Mecze | Bramki |
| ------- | ---------------------- | ---------- | ---------- | ----- | ------ |
| 1986/87 | Jedinstvo Bijelo Polje | Jugosławia | Treća liga | 5     | 0      |
| 1987/88 | Jedinstvo Bijelo Polje | Jugosławia | Treća liga | 24    | 7      |
| 1988/89 | Jedinstvo Bijelo Polje | Jugosławia | Treća liga | 14    | 1      |
| 1989/90 | Jedinstvo Bijelo Polje | Jugosławia | Treća liga | 27    | 19     |
| 1990/91 | Budućnost Titograd     | Jugosławia | Prva liga  | 11    | 1      |
| 1991/92 | Budućnost Titograd     | Jugosławia | Prva liga  | 27    | 9      |
| 1992/93 | FK Crvena zvezda       | Jugosławia | Prva liga  | 35    | 22     |
| 1993/94 | FK Crvena zvezda       | Jugosławia | Prva liga  | 29    | 17     |
| 1994/95 | SC Bastia              | Francja    | Ligue 1    | 31    | 12     |
| 1995/96 | SC Bastia              | Francja    | Ligue 1    | 36    | 20     |
| 1996/97 | SC Bastia              | Francja    | Ligue 1    | 33    | 18     |
| 1997/98 | RC Lens                | Francja    | Ligue 1    | 32    | 14     |
| 1998    | Gamba Osaka            | Japonia    | J-League   | 18    | 8      |
| 1999    | Gamba Osaka            | Japonia    | J-League   | 13    | 4      |
| 1999/00 | FC Sochaux-Montbéliard | Francja    | Ligue 2    | 18    | 3      |
| 2000/01 | FC Sochaux-Montbéliard | Francja    | Ligue 2    | 14    | 1      |
| 2001/02 | FC Sochaux-Montbéliard | Francja    | Ligue 1    | 1     | 0      |
| 2001/02 | FC Martigues           | Francja    | Ligue 2    | 26    | 9      |

## Kariera reprezentacyjna
W reprezentacji Jugosławii Drobnjak zadebiutował 6 października 1996 roku w wygranym 8:1 meczu eliminacji do MŚ 1998 z Wyspami Owczymi. Od 1996 do 1998 roku rozegrał w kadrze narodowej 6 meczów i strzelił w nich 2 gole.
| Mecze i gole w reprezentacji | Mecze i gole w reprezentacji | Mecze i gole w reprezentacji | Mecze i gole w reprezentacji | Mecze i gole w reprezentacji | Mecze i gole w reprezentacji | Mecze i gole w reprezentacji |
| #                            | Data                         | Stadion                      | Rywal                        | Wynik                        | Gol                          | Rozgrywki                    |
| 1996                         | 1996                         | 1996                         | 1996                         | 1996                         | 1996                         | 1996                         |
| ---------------------------- | ---------------------------- | ---------------------------- | ---------------------------- | ---------------------------- | ---------------------------- | ---------------------------- |
| 1.                           | 06.10.1996                   | Toftir, Wyspy Owcze          | Wyspy Owcze                  | 8:1                          | 0                            | el. MŚ 1998                  |
| 1997                         |                              |                              |                              |                              |                              |                              |
| 2.                           | 07.02.1997                   | Hongkong, Hongkong           | Rosja                        | 1:1 k. 5:6                   | 1                            | towarzyski                   |
| 3.                           | 12.03.1997                   | Belgrad, Jugosławia          | Rosja                        | 0:0                          | 0                            | towarzyski                   |
| 1998                         |                              |                              |                              |                              |                              |                              |
| 4.                           | 24.02.1998                   | Mar del Plata, Argentyna     | Argentyna                    | 1:3                          | 1                            | towarzyski                   |
| 5.                           | 25.03.1998                   | Bogota, Kolumbia             | Kolumbia                     | 0:0                          | 0                            | towarzyski                   |
| 6.                           | 22.04.1998                   | Belgrad, Jugosławia          | Korea Południowa             | 3:1                          | 0                            | towarzyski                   |